# Cryphia distincta
Cryphia distincta là một loài bướm đêm trong họ Noctuidae.